# El apando (novela)
El apando es una novela corta escrita por el mexicano José Revueltas y publicado por la editorial Era, en 1969. 
La historia narra la experiencia del autor en la ex-prisión del Palacio de Lecumberri en la Ciudad de México, lugar en el que estuvo preso durante ese año, acusado (por motivos políticos) de incitación a la rebelión, asociaciones peligrosas, vandalismo, robo y acopio de armas. En ella hace una denuncia de las condiciones en las que vivían los presos, y construye también una metáfora filosófica sobre la prisión mental y la libertad humana. Es considerada por diversos críticos como una de las obras maestras de la literatura mexicana del siglo XX.  
Fue adaptada al cine por el director mexicano Felipe Cazals en 1975.

## Sinopsis

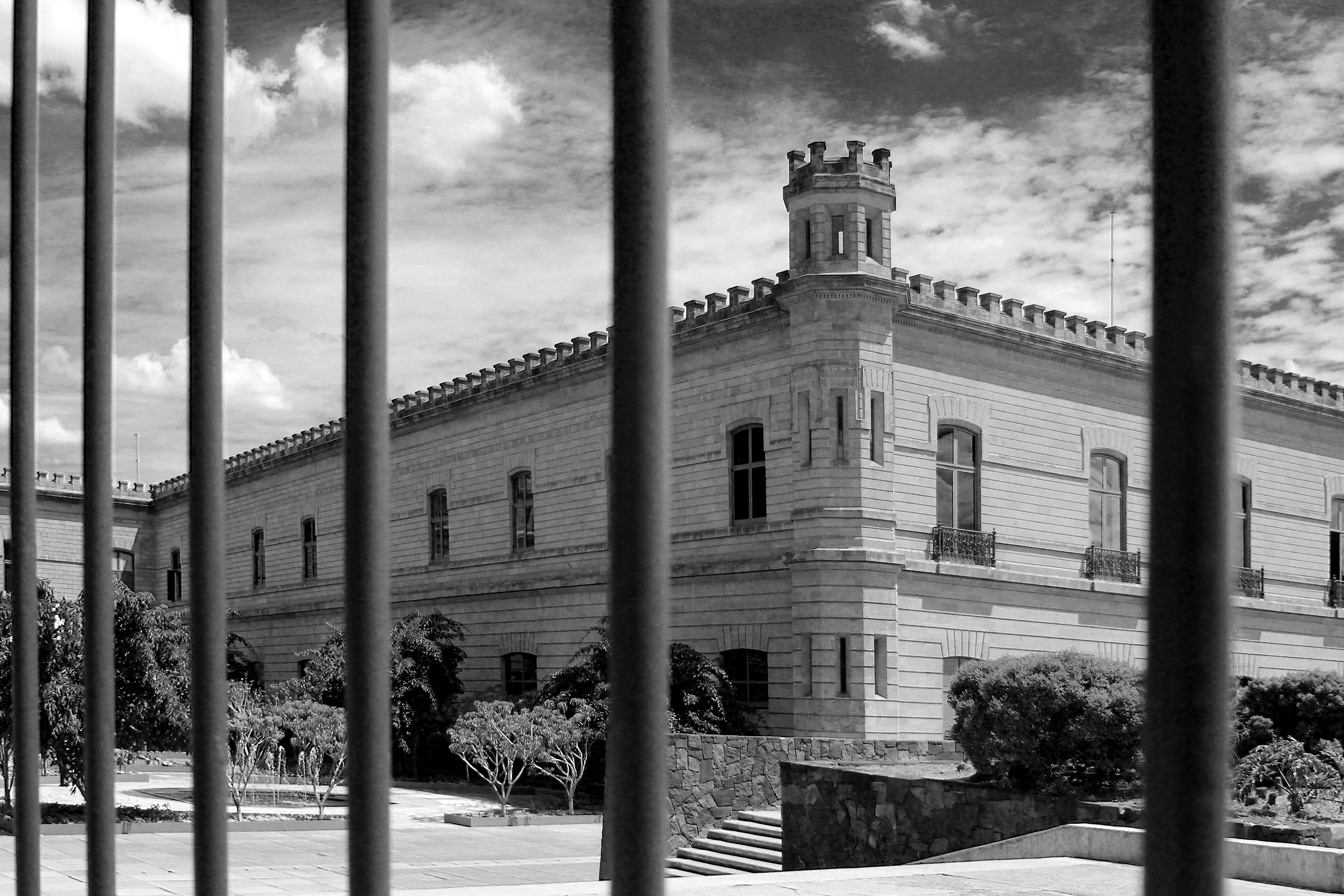
Palacio de Lecumberri, Ciudad de México.

La novela trata de tres presos que convencen a sus amantes para que introduzcan drogas al penal, burlando a la policía.
Cuando los descubren son llevados a la celda de castigo conocida como el apando. 
En la Enciclopedia de la Literatura Mexicana, aparece lo siguiente:
"La historia del apando es la historia de una cárcel dentro de la cárcel, y es también la historia de la degradación del ser humano, de la involución que lleva a la barbarie. Sus protagonistas son seres a los que Revueltas conoció durante su confinamiento. Polonio, Albino y El Carajo son “presos comunes”, como aquellos que en algún momento atacaron a los presos políticos y a quienes el novelista retrata con los ojos atentos del observador incansable que siempre fue.
Entre la cárcel y la sociedad “libre” no hay diferencia. “Todos estamos presos” dice uno de los personajes de En algún valle de lágrimas (1957); ésta es la tesis de José Revueltas desarrollada a lo largo de su novelística y que sella con broche de oro en las páginas de El apando. Para el escritor, la sociedad “libre” marcha junto a la confinada creyendo pertenecer a su opuesto, cuando en realidad se trata de un mero reflejo."

## Crítica
Mucho se ha dicho sobre El apando. Es considerada una novela trágica y agónica, de profunda catarsis. El retrato de una sociedad corrupta y miserable es digno de textos de Dostoievski o William Faulkner. Está cargada de preguntas fundamentales. Su estilo es simple: breve y de inolvidables imágenes.